# Samuel från Nehardea
Samuel från Nehardea eller Samuel bar Abba, ofta endast kallad Samuel (hebreiska: שמואל) och ibland Mar Samuel, född omkring år 165 e.Kr. i Nehardea, död där år 254 e.Kr., var en judisk amora av första generationen. Han var son till Abba bar Abba och chef för jeshivan i Nehardea i Babylonien. Samuel var lärare i halacha, domare, läkare och astronom. Han  I Talmud förekommer Samuel ofta med Abba Arikha ("Rav"), med vilken han förde många halakhiska diskussioner och debatter.

## Biografi

### Födelse
Precis som i fallet med många andra stora män finns det ett antal legendariska berättelser kopplade till hans födelse.
Hans far, Abba bar Abba, som senare även blev känd under det arameiska namnet Abuh di-Shemu'el ("Samuels fader"), var  sidenhandlare. R. Yehuda ben Betheira beställde ett sidenplagg av honom, men vägrade ta emot det när Abba väl hade införskaffat det. När Abba frågade honom varför, svarade R. Yehuda: ”Beställningen var bara ett muntligt ord, och det räcker inte för att göra affären bindande.” Abba svarade då: ”Är en vis mans ord inte en bättre garanti än hans pengar?” ”Du har rätt,” sade R. Yehuda. ”Och eftersom du fäster så stor vikt vid ett givet ord, ska du få den lyckan att få en son som ska bli som profeten Samuel, och vars ord hela Israel kommer att erkänna som sanning.” Kort därefter föddes en son åt Abba, som han gav namnet Samuel.

### Ungdom
Samuel visade redan som pojke ovanlig begåvning. Hans första lärare var en annars okänd man, och när Samuel visade sig kunna mer om en viss rättsfråga än sin lärare, vägrade han finna sig i att bli illa behandlad av honom. Samuels far, som själv var en framstående laglärare – erkänd som sådan även av Rav  – tog därefter på sig att undervisa sin son. Men då han tycktes inte räcka till för uppgiften, skickade han pojken till Nisibin, för att studera vid den skola som leddes av den rabbin som hade förutsagt hans födelse, så att han där kunde få fördjupade kunskaper i lagen. Samuel verkar dock ha stannat endast en kort tid i Nisibin. Efter att ha återvänt till Nehardea studerade han under Levi ben Sisi, som vistades i Babylonien före Yehuda Ha-Nasis död, och som kom att ha ett stort inflytande över Samuels utveckling. Samuel gjorde så snabba framsteg och blev så kunnig i sina studier att han snart började umgås med sin lärare som en jämlike.

### Utbildning
Utöver Bibeln och den traditionella lagen – de ämnen som oftast var ungdomars enda studier vid den tiden – fick Samuel troligen undervisning redan i unga år i andra vetenskaper. Det är sannolikt att han följde med sin far på dennes resa till Israel, eftersom det inte fanns någon kvar i Babylon att studera för efter att Levi ben Sisi rest till Israel. Enligt en uppgift i Talmud sägs Samuel ha botat R. Yehuda Ha-Nasi från en ögonsjukdom. Trots att Samuel vid den tiden var för ung för att studera direkt under R. Yehuda, studerade han under patriarkens lärjungar, särskilt under Hanina bar Hama.
Efter att ha tillägnat sig omfattande kunskaper i Israels land – där han bland annat studerade den Mishna som redigerats av R. Yehuda Ha-Nasi samt andra samlingar av traditioner – lämnade Samuel det heliga landet, troligen tillsammans med sin far, och återvände till sin hemstad. Hans rykte som laglärd föregick honom, och många elever samlades omkring honom. Eftersom han hade särskilt goda kunskaper i civilrätt, utsågs han av exilarken Mar Ukva – som själv var hans elev – till domare i bet din i Nehardea, där han samarbetade med sin vän, den lärde och skarpsinnige Rav Karna. Denna domstol betraktades då som den främsta i sitt slag. Både i Israel och i Babylon kallades Samuel och Karna för diasporans domare (dayyanei Golah).  Efdter Rav Shelas död, direktören – föreståndare för akademin (resh sidra) i Nehardea – utsågs Samuel till den posten, efter att Rav själv avböjt den, eftersom han inte ville inneha något hedersuppdrag i Nehardea, Samuels hemstad. Under Samuels ledning gick akademin i Nehardea in i en blomstrande period, och tillsammans med den akademi som Rav grundat i Sura åtnjöt den stort anseende.

### Föregångare till exilarken
Rav i Sura och Samuel i Nehardea grundade den babylonisk- judiska lärdomstraditionens intellektuella självständighet. Unga män som ville studera lagen behövde inte längre resa till Israel, eftersom de främsta lärarna nu fanns i Babylon. Babylon började därmed betraktas som ett slags andra heliga landet. Samuel lärde:
”Liksom det är förbjudet att flytta från Israel till Babylon, så är det också förbjudet att flytta från Babylon till andra länder.”
Efter Ravs död utsågs ingen ny akademiledare, och Ravs främste elev, R. Huna– som blev domstolsföreståndare i Sura – underordnade sig Samuel helt och hållet och rådfrågade honom i varje svår religiös eller rättslig fråga.
Akademin i Nehardea var nu den enda i Babylon, och dess föreståndare Samuel – som överlevde Rav med omkring tio år – betraktades som den högsta auktoriteten bland Babyloniens judar. Till och med rabbi Yochanan, den mest framstående läraren i Israel, som till en början såg Samuel som enbart en kollega, blev så övertygad om hans storhet efter att ha mottagit ett stort antal responsa om viktiga rituella lagar från honom, att han utbrast:
”Jag har en lärare i Babylon.”
Samuel var olycklig i sitt familjeliv. Han hade inga söner, och hans två döttrar tillfångatogs av soldater under kriget mot romarna. De fördes till Zippori i Israel, där trosfränder friköpte dem, men båda dog i unga år efter att i tur och ordning ha varit gifta med en släkting. Den aktning Samuel åtnjöt visar sig i att ingen tillskrev hans olycka någon synd han själv skulle ha begått; den förklarades i stället som en följd av en överträdelse som R. Hananya, brorson till R. Yehoshua, begått i Babylon. Efter sin död blev Samuel förhärligad i legender.
Han var lärare till rabbin Yehuda ben Yehezkel. Trots sin höga ställning blev Samuel aldrig formellt ordinerad som tanna.

## Lärdomar
Samuel vidareutvecklade tidigare rättsliga teorier och formulerade många nya rättsmaximer. Han fastställde den viktiga halakhiska principen att ”statens lag är bindande lag” (dina de-malchuta dina). Denna princip gjorde det till en religiös plikt för judar att lyda landets lagar. Även om judarna hade egna civila domstolar menade Samuel att den persiska lagen borde beaktas, och att vissa judiska bestämmelser borde anpassas därefter, På grund av sin lojalitet mot staten och sin vänskap med den sassanidiska kungen Shahpour I Shabur Malka (”kung Shahpour”). Fürst  och Rapoport  har olika tolkningar av namnet Aryok, som gavs till Samuel  och kopplar det till hans nära relationer med nyperserna och deras kung. Äldre kommentatorer förklarar detta namn utan att hänvisa till sådana relationer. 
Som person utmärkte sig Samuel för sin ödmjukhet, mildhet och osjälviskhet. Han var alltid beredd att sätta samhällets bästa framför sina egna intressen. Han sade:
”En människa får aldrig skilja sig från samfundet, utan måste söka sitt eget väl i det allmännas välfärd.”
Han var känd för sin exakta formulering och noggrannhet i språkbruket. Han krävde anständigt uppförande av alla och menade att allt olämpligt beteende var straffbart enligt lagen. Man bör hjälpa sin medmänniska redan vid de första tecknen på kommande svårigheter, för att förebygga lidande, inte vänta tills nöden är ett faktum.I sin omsorg om hjälplösa föräldralösa ålade han varje domstol att agera som en far för dem, och han fastslog att ett lån som tagits från ett föräldralöst barn inte skulle avskrivas under sabbatsåret, även om inget prozbul-dokument hade upprättats. Han förvarade sitt sädestillgång tills priserna steg, för att sedan sälja till de fattiga till skördepris. För att skydda människor från att bli lurade beordrade han att handlare aldrig fick ta ut mer än en sjättedel i vinst på inköpspriset, och han var till och med beredd att tillfälligt ändra lagen för att hindra att varor som var nödvändiga för religiösa plikter såldes till överpris.  I ett särskilt fall tillät han även att en religiös föreskrift överträddes för att skydda människor från skada.
Samuel var mycket ödmjuk i sina relationer med andra och visade öppet vördnad mot alla han lärt sig något av. Han höll aldrig envist fast vid sin egen uppfattning, utan gav sig så snart han blev övertygad om att han hade fel. Han var vänlig mot alla och lärde:
”Det är förbjudet att bedra någon människa, vare sig han är jude eller hedning.” ”Inför Skaparens tron finns ingen skillnad mellan judar och hedningar, eftersom det finns många ädla och dygdiga bland de senare.” 
Han undervisade också i att kvinnans värdighet bör respekteras, även i en slavkvinna: en slav ges till sin herre endast som tjänare, och herren har ingen rätt att behandla henne nedlåtande eller ha sexuellt umgänge med henne i slavarnas närvaro. En gång, när en slavinna tagits ifrån Samuel och han oväntat lyckades lösa tillbaka henne, kände han sig förpliktigad att frige henne, eftersom han redan hade gett upp hoppet om att återfå henne.

### Aggadah
I likhet med sin lärare Levi ben Sisi samlade Samuel de traditioner som förts vidare till honom. Hans baraitasamling, känd i Talmud som Tanna debei Shemu’el, utmärkte sig för sin noggrannhet och tillförlitlighet, även om den inte ansågs lika högt som samlingarna av R. Hiyya och R. Hoshaiah. Samuel gjorde mycket för att förklara Mishna – både genom textkommentarer  och genom sin precisa omformulering av tvetydiga uttryck samt hänvisningar till andra traditioner. Han är dock särskilt betydelsefull för sina nya idéer och självständiga beslut inom både ritual- och civilrätt. Inom ritualrätten ansågs han visserligen inte ha samma auktoritet som sin kollega Rav, och i praktiska halakhiska frågor följde man alltid Ravs beslut framför Samuels. Däremot var han den högsta auktoriteten inom civilrätten i Babylonien, och hans utslag gällde även när de gick emot Ravs.

## Vetenskaplig kunskap
Samuel tycks ha haft djupgående kunskaper i medicin enligt den tidens vetenskap, vilket framgår av många medicinska maximer och kostråd som är spridda i Talmud Han motsatte sig kraftfullt den då vanliga uppfattningen – även bland bildade – att sjukdomar främst orsakades av det onda ögat. I stället hävdade han att sjukdomars ursprung borde sökas i de skadliga inverkningarna från luft och klimat på människokroppen. Han härledde många sjukdomar till bristande hygien, och andra till rubbningar från den vanliga livsföringen. Han sade sig ha botemedel mot de flesta sjukdomar, och var särskilt skicklig inom ögonsjukvård. Han upptäckte en ögonsalva som blev känd som Mar Samuels kollýrion, även om han själv menade att det var bättre att tvätta ögonen med kallt vatten på morgonen och händer och fötter med varmt vatten på kvällen, än att använda alla världens ögonsalvor. Samuel identifierade också ett antal djursjukdomar. Ibland ritade han en palmkvist som sin signatur,  även om detta möjligen var en symbol som läkare i allmänhet använde på den tiden för att visa sin yrkesroll.
Samuel hade ett särskilt intresse för astronomi. Utifrån de utspridda hänvisningarna i Talmud är det svårt att exakt avgöra hans kunskapsnivå, men han kunde lösa många matematiska problem och förklara olika astronomiska fenomen. Själv sade han:
”Även om jag känner stjärnornas banor lika väl som Nehardeas gator, kan jag inte förklara kometernas natur eller rörelser.” 
Samuel ägnade sig särskilt åt den tillämpade astronomi som rör kalenderberäkning och lärde ut detta till sina kollegor och elever. Hans studier av månen gjorde att han kunde förutsäga nymånens början som den fastställdes i Israel, och han hävdade att detta skulle kunna avskaffa behovet av dubbla helgdagar i diasporan. Han beräknade också en hebreisk kalender för sextio år, som han senare skickade till R. Yohanan – ledaren för de israeliska lärarna – som bevis på sin kunskap. Han kallades Yarkhina’ah eller Yarkhinai (hebreiska: שמואל ירחינאה, av yerakh = månad) på grund av sin expertis inom kalenderberäkning och förmåga att självständigt fastställa månadsbörjan. Enligt Krochmal  betydde ett annat av Samuels tillnamn – Shoked  – ”astronom”. Men Hoffmanns tolkning att Shoked betyder ”den vaksamme, flitige” är troligen mer korrekt. Detta namn ska ha getts till Samuel eftersom han, trots sina medicinska och astronomiska studier, förblev djupt hängiven åt studiet av lagen.

## Relationer till det persiska hovet
Det var tack vare Mar Samuels inflytande hos den persiske kungen som judarna beviljades många privilegier. Vid ett tillfälle satte Samuel till och med sin kärlek till det egna folket åt sidan till förmån för sin lojalitet mot den persiske kungen och sin strikta syn på medborgarplikt; när nyheten kom att perserna, efter att ha erövrat Mazaka, hade dödat 12 000 judar som envist gjort motstånd, visade Samuel ingen sorg. Det är värt att notera att det var Samuel som formulerade det talmudiska rättsprincipen: ”Statens lag gäller” (hebreiska: דינא דמלכותא דינא).
Rabbinen Yitzhak HaLevi Herzog motsätter sig dock denna tolkning. För det första ville Samuel demonstrera en rättsprincip snarare än uttrycka sina känslor i frågan. För det andra menade Samuel att den messianska eran skulle komma på naturlig väg. Han kan ha trott att kung Shahpour I var den som var förutbestämd att inleda en ny tempelera, på samma sätt som Kyros den store hade gjort tidigare. Därför ansåg han att de judar som stred på den romerske kejsaren Julians sida i själva verket förlängde exilen och inte förtjänade att sörjas.
Men Samuel hyste en djup kärlek till sitt folk och bevarade troget minnet av det forna Juda rike. En gång, när en samtida till honom prydde sig med en krans av olivkvistar, skickade Samuel följande budskap:
”Ett judiskt huvud som bär en krona medan Jerusalem ligger öde förtjänar att skiljas från sin kropp.”
Samuel förklarade också:
”Det kommer inte att finnas någon skillnad mellan denna värld och den messianska tiden, förutom att [Israels] underkastelse under [främmande] riken upphör.”